# Salvo-conduto
Salvo-conduto é um documento emitido por autoridades de um Estado que permite a seu portador transitar por um determinado território. O trânsito pode ocorrer de forma livre ou sob escolta policial ou militar.
Os salvo-condutos são emitidos principalmente em tempos de guerra para cidadãos que potencialmente possam ser capturados sob alegação de diversos motivos.
No Brasil, os salvo-condutos foram emitidos em larga escala durante a Segunda Guerra Mundial aos milhares de imigrantes italianos, alemães e japoneses. O salvo-conduto era necessário para que os imigrantes pudessem se deslocar dentro do Brasil, que havia declarado guerra ao Eixo. Era também muito comum que fossem emitidos salvo-condutos também aos filhos destes imigrantes já nascidos no Brasil, mas que pouco falavam a língua portuguesa por viverem dentro das colônias sem contato com as grandes cidades.
Atualmente, o salvo-conduto é um privilégio diplomático.
Este também é uma ação constitucional, o "Habeas corpus". Ao garantir a proteção de liberdades individuais de locomoção quando esta se encontra indevidamente em vias de violação. Sendo mera ameaça de violação do direito de ir e vir o Habeas corpus é obtido por meio de um 'salvo-conduto'. 
O salvo-conduto pode ser emitido para participantes de uma manifestação, com isso fica garantido aos manifestantes os direitos constitucionais de reunião, manifestação pacífica e liberdade de locomoção (já que manifestações atrapalham o trânsito, e até mesmo a economia de uma cidade), porém violações legais poderão ser objeto de atuação policial nos casos de flagrante delito, tanto dos manifestantes quanto dos agentes de segurança pública.
O salvo-conduto também poder ser emitido pelos juízes eleitorais e aos cidadãos que serão presidentes das mesas receptoras de votos, três dias antes das eleições, em favor de qualquer eleitor que sofrer violência moral ou física na sua liberdade de votar.